# Hamdi Nagguez
Hamdi Nagguez (arabisch حمدي النقاز, DMG Ḥamdī an-Nuqqāz; * 28. Oktober 1992 in Menzel Kamel, Gouvernement Monastir) ist ein tunesischer Fußballspieler. Der rechte Verteidiger nahm mit der tunesischen Nationalmannschaft an der Fußball-Weltmeisterschaft 2018 in Russland teil.

## Karriere

### Verein
Nagguez spielte in der Jugend in seinem Heimatort bei FS Menzel Kamel. Von dort wechselte er zu Étoile Sportive du Sahel. 2012 rückte er in die erste Mannschaft auf. Mit Étoile wurde er einmal tunesischer Meister und dreimal Pokalsieger. Zudem gewann er den CAF Confederation Cup 2015.
Im Januar 2018 unterschrieb Nagguez einen Vertrag über dreieinhalb Jahre bei al Zamalek SC. Diesen kündigte er einseitig im Dezember 2019 wegen ausgebliebener Gehaltszahlungen. Die FIFA entschied zugunsten von Nagguez und sprach ihm eine Summe von 1,25 Millionen Dollar zu. Mit Zamalek gewann er zweimal den ägyptischen Pokal, den saudi-ägyptischen Super Cup sowie den CAF Confederation Cup 2018/19.
Anfang 2020 wurde für sechs Monate von Sūduva Marijampolė aus der litauischen A lyga verpflichtet. Im Sommer 2020 kehrte er nach Tunesien zu Espérance Tunis zurück. Nach einem Jahr bei Espérance einigten sich der Verein und Nagguez einvernehmlich auf die Aufhebung des Vertrages. Seitdem ist Nagguez vereinslos. Berichte über eine mögliche Rückkehr zu Zamalek wurden vom Klub dementiert. Dieser teilte vielmehr mit, dass er nicht erwäge, einen Spieler zurückzuholen, der bei der FIFA Beschwerde gegen ihn eingereicht hatte.

### Nationalmannschaft
Sein Debüt für die tunesische Nationalmannschaft gab Nagguez am 5. September 2015 im Qualifikationsspiel zum Afrika-Cup 2017 gegen Liberia. 
Nagguez gehörte zum Kader der tunesischen Nationalmannschaft beim Afrika-Cup 2017 und wurde dort in allen Partien jeweils über die gesamte Spielzeit eingesetzt. Tunesien schied im Viertelfinale gegen Burkina Faso aus.
Anlässlich der Fußball-Weltmeisterschaft 2018 wurde Nagguez in das tunesische Aufgebot berufen. Im zweiten Vorrundenspiel gegen Belgien wurde er in der 24. Minute für Dylan Bronn eingewechselt. Beim 2:1-Sieg gegen Panama stand er in der Startelf. Die Mannschaft beendete das Turnier auf dem dritten Platz in der Gruppe G und schied aus.

## Erfolge
- Tunesische Meisterschaft: 2016
- Tunesischer Pokal: 2012, 2014 und 2015
- CAF Confederation Cup:  2015 und 2019
- Ägyptischer Fußballpokal: 2018 und 2019
- Saudi-Ägyptischer Super Cup: 2018